# ツインチャージャー
ツインチャージャー (twin charger) とは、自動車用エンジンにターボチャージャーとスーパーチャージャーの2種の過給機を搭載した過給手法である。ターボチャージャーとスーパーチャージャーとでは過給特性が異なるため、ともに1台のエンジンへ搭載することで欠点を補完することに着想した過給手法である。

## 概要
スーパーチャージャーはエンジン回転軸と機械的に接続されるため低回転から確実な過給が可能であるが、高回転ではそれ自体がエンジンの機械的負荷となり効率が悪くなる低回転向け過給器といえる。一方ターボチャージャーは排気ガスのエネルギーにより駆動されるため排気ガス流量が少ないエンジン低回転では十分に過給できないが、高回転になるにつれ盛り上がるような過給特性を発揮する高回転向け過給機といえる。
ツインチャージャーはこの2種類の過給機を一緒に搭載することにより、それぞれの利点がそれぞれの欠点を補うことになる。
つまり、低回転ではスーパーチャージャーが主に過給を担当し、回転数が上がり排気ガスが増えるとターボチャージャーの駆動を開始して両方で過給を行ない、そして高回転ではスーパーチャージャーの駆動負荷を切り、ターボチャージャーのみで過給を行う。つまり全ての回転域で効率よく過給による高出力を得る手法なのである。
しかしターボチャージャーとスーパーチャージャーを同時に積むために、
- 重量がかさむ。
- スーパーチャージャー用の電磁クラッチおよびバイパスバルブを別途設ける必要があるために、補器類のレイアウトも複雑となる。
- 生産(＝購入)時や修理時などにコストが跳ね上がる

などの欠点がある。

## 歴史

### 自動車メーカーが採用した例
有名なものではフォルクスワーゲンのTSI、マーチスーパーターボ/マーチR専用に設計製作されたMA09ERT、ランチア・デルタS4に搭載されたアバルト233ATR18Sが挙げられる。
なお、サードパーティー製としてROTREXよりスズキ・ジムニー用にターボ併用型の後付スーパーチャージャーキットが販売されている。過去には台数限定ではあるがBee☆Rが日産・シルビア、日産・スカイライン用にツインチャージャーキットを販売していた。
HKSでは、D1GPで谷口信輝が搭乗するトヨタ・86にツインチャージャー仕様が存在する。

## 市販車での搭載車種
- フォルクスワーゲン・TSI
  - フォルクスワーゲン・ゴルフ TSI
  - フォルクスワーゲン・トゥーラン TSI
  - フォルクスワーゲン・ジェッタ TSI
  - フォルクスワーゲン・シロッコ TSI
  - フォルクスワーゲン・ティグアン・BMT TSI
- フォルクスワーゲン・ポロGTI
- 日産・マーチR / マーチスーパーターボ
- ボルボ・XC90T6、T8
- ボルボ・V90T6、T8
- ボルボ・S90T6、T8
- ボルボ・V60T6、T8
- ボルボ・S60T6、T8
- ボルボ・XC60T6、T8
- ランチア・デルタS4
- ゼンヴォ・ST1